# Sigarenzakje
Een sigarenzakje is een papieren zakje, waarin sigaren verpakt werden. In een sigarenzakje werd gewoonlijk een enkele sigaar, of hooguit een klein aantal daarvan, verpakt. Het zakje vrijwaarde de sigaar van beschadigingen en hield het aroma beter vast.
Hoewel het sigarenzakje in de eerste helft van de 19e eeuw moet zijn ontstaan, stammen de oudst bekende exemplaren uit omstreeks 1840 en rond 1870 was het sigarenzakje een algemeen gangbaar verpakkingsmiddel geworden. De zakjes werden faai bedrukt met gestileerde tabaksplanten, allegorische voorstellingen van handel en scheepvaart, rokende morianen of dito andere personen, afbeeldingen van spraakmakende gebouwen dan wel van de betreffende winkel, enzovoort.
Na de Eerste Wereldoorlog nam de gewoonte om de sigaren in grotere aantallen in een sigarenkistje te verpakken, sterk toe. De zondagse sigaar voor de gewone man, die geen kistje kon betalen, werd echter nog lang nadien in een zakje verpakt.
Na de Tweede Wereldoorlog verdween het sigarenzakje vrijwel geheel: Sigaren werden per kistje of in een kartonnen doos verkocht. Sommige fabrikanten leverden echter gratis zakjes aan winkeliers, om daarmee reclame voor hun eigen merk te maken.
Nadat het zakje aldus aanvankelijk de rijkere burger en later de gewone man aansprak, werd het een soberder artikel en verdween bijna geheel. Een korte opleving kwam aan het einde van de 20e eeuw, toen het juist weer in luxe winkels nog even in gebruik was.

## Externe bron
- Sigarenzakjes